# Empis obscuripes
Empis obscuripes är en tvåvingeart som först beskrevs av Friedrich Hermann Loew 1873.  Empis obscuripes ingår i släktet Empis och familjen dansflugor. Inga underarter finns listade i Catalogue of Life.